# AT Beatz
AT Beatz, auch AT, bürgerlich Leonardo Benincasa (* 5. Dezember 1991 in Berlin), ist ein deutsch-italienischer Musiker, Musikproduzent und Toningenieur.
Er wurde in Berlin geboren, zog dann aber im Alter von fünf Jahren nach Rom, wo er dann acht Jahre lebte, bevor er wieder nach Berlin zog. Dort absolvierte er ein Musikstudium (UWL Music Technology Specialist Bachelor).
Bekannt wurde er durch seine Zusammenarbeit mit Ufo361, den er seit seinen Anfängen als Produzent begleitete. Für dessen Album 808 arbeitete er mit den US-amerikanischen Produzenten der 808 Mafia zusammen.
Außerdem produzierte er für verschiedene international bekannte Rapper wie Quavo (Migos), Rich the Kid, Capital Bra, RAF Camora, 187 Strassenbande, Trettmann und viele mehr.
AT Beatz arbeitet seit 2016 in einer Kooperation mit BMG Rights Management.

## Produktionen

### 2013
- Said: Zum Leben Verurteilt (Album)

### 2014
- Ufo361: Ihr seid nicht allein (Album)
- Said – Hoodrich (Album)

### 2015
- Said: Jib Ihm Noch Eene (EP)

### 2016
- Ufo361: Ich bin ein Berliner (Mixtape)
- Ufo361: Ich bin 2 Berliner (Mixtape)
- Said & AchtVier: 50/50 (Album)

### 2017
- Ufo361: Ich bin 3 Berliner (Mixtape)
- Capital Bra: Oh Kolleg (EP)
- V/A: Bravo Hits ’98 (Kompilation)

### 2018
- Ufo361: 808 (Album)
- Ufo361: Tiffany (EP)
- Ufo361: VVS (Album)
- Ufo361: VVS (Bonus-EP)
- AK Ausserkontrolle: XY (Album)

### 2019
- Yung Hurn – Y (Album)